# Cryptogramma emeiensis
Cryptogramma emeiensis là một loài thực vật có mạch trong họ Adiantaceae. Loài này được Ching & K.H. Hsing miêu tả khoa học đầu tiên năm 1982.